# بطولة ويمبلدون 2001
هنا قائمة ببطولات ويمبلدون سنة 2001:

## الكبار

### فردي رجال
غوران إيفانيسيفيش هزم  باتريك رافتر 6-3 3-6 6-3 2-6 9-7

### فردي سيدات
فينوس ويليامز هزمت  جوستين هينان 6-1 3-6 6-0

### زوجي رجال
دونالد جونسون و جاريد بالمر هزما  جيري نوفاك و ديفيد رايكل 6-4 4-6 6-3 7-6(8-6)

### زوجي سيدات
ليزا رايموند و ريني ستابز هزمتا  كيم كلايسترز و أي سوجياما 6-4 6-3

### زوجي مختلط
لوكس فريدل و دانيلا هانتشوفا هزما  مايك براين و لايزل هوبر 4-6 6-3 6-2

## الشباب

### فردي أولاد
رومان فالنت هزم  غيلس مولر 3-6 7-5 6-3

### فردي بنات
أنجيليك ويدجاجا هزم  دينارا سافينا 6-4 0-6 7-5

### زوجي أولاد
فرانك دانسيفيك و جيوفاني لابنتي هزم  برونو إيشاجاراي و سانتياغو غونزاليس 6-1 6-4

### زوجي بنات
جيزيلا دولكو و أشلي هاركلرود هزم  كريستينا هورياتوبولوس و بيثاناي ماتك 6-3 6-1